# Aug. Laukhuff

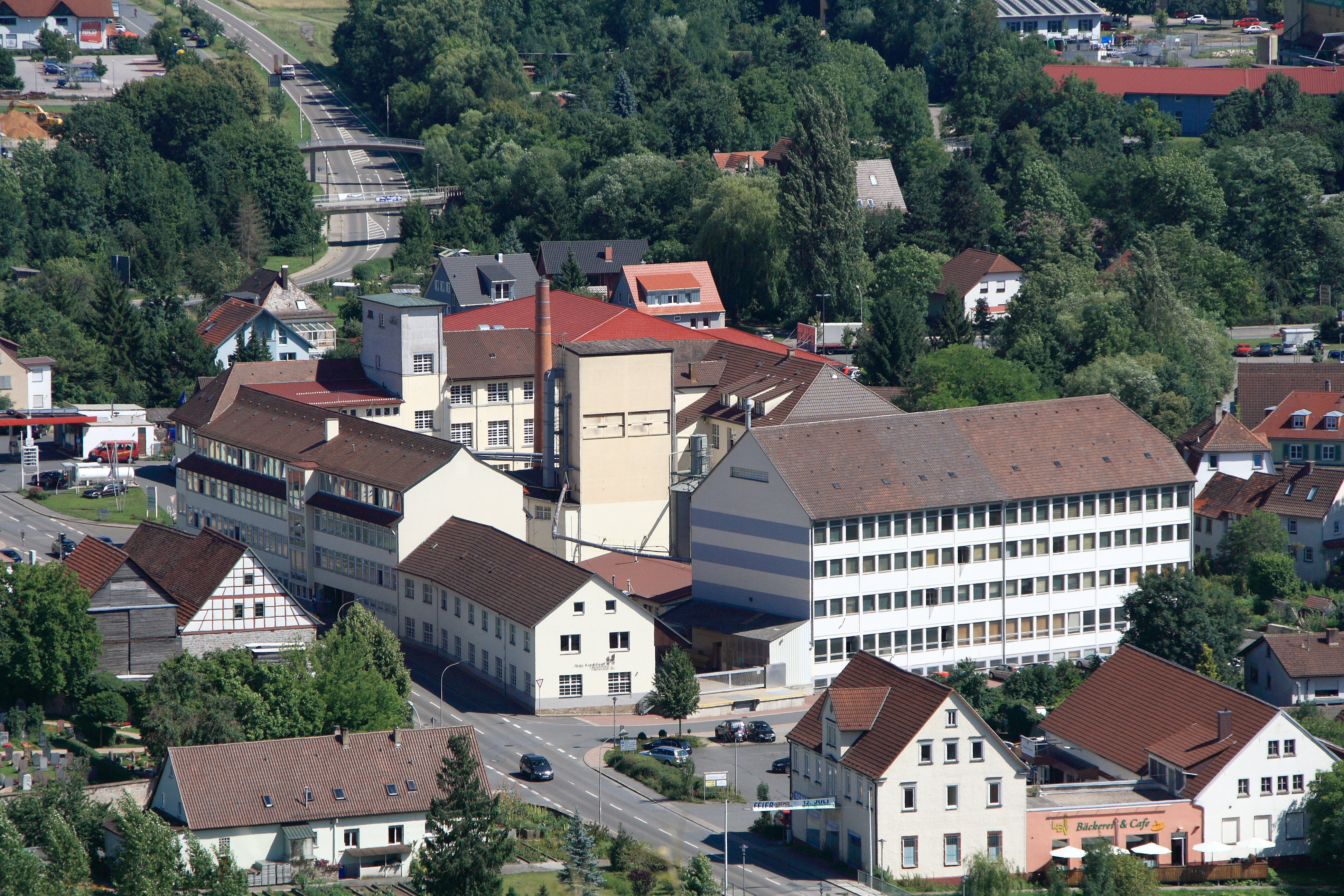
Blick auf das Firmengelände

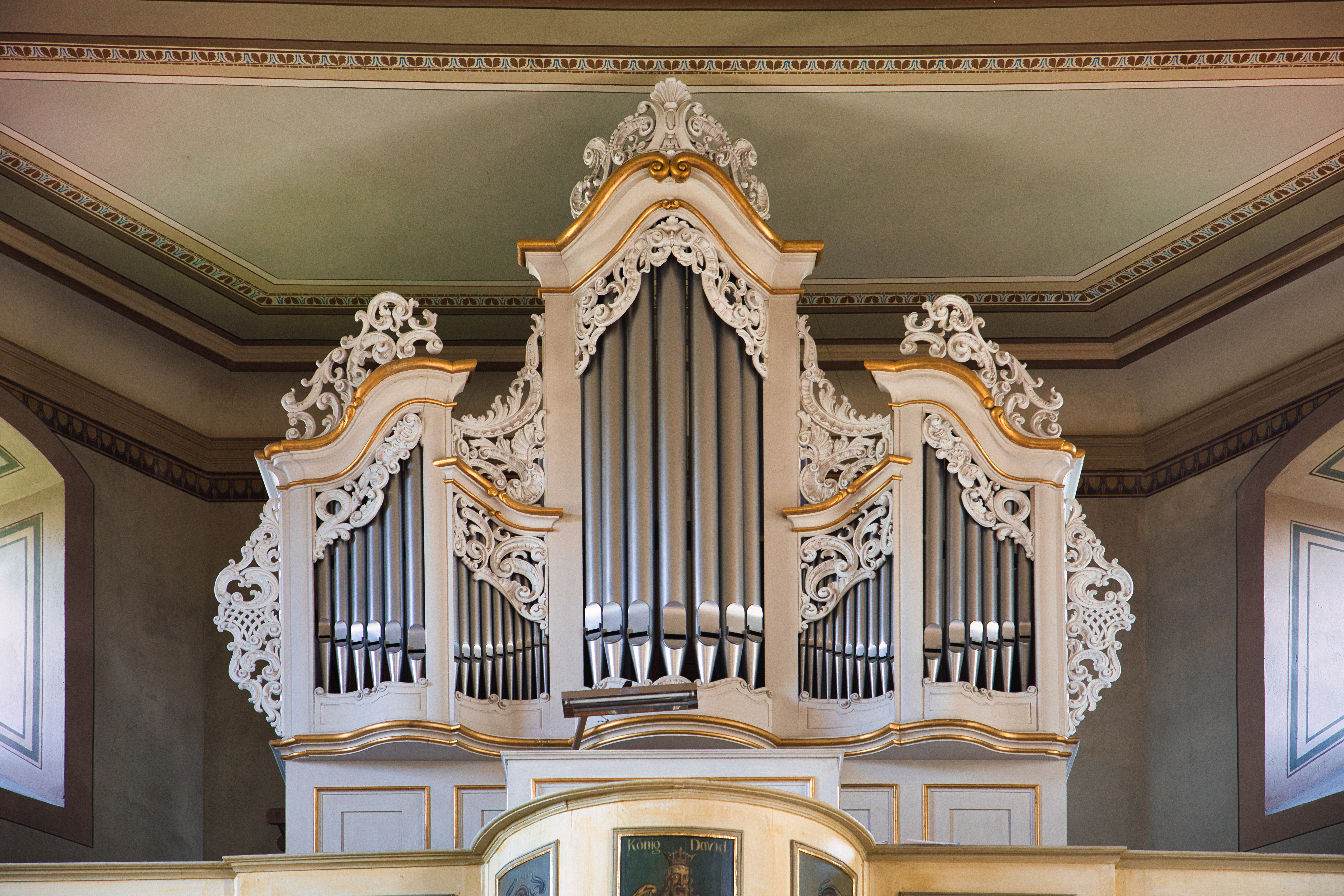
„Laukhufforgel“ von 1913 in der Jodokuskirche in Althausen.

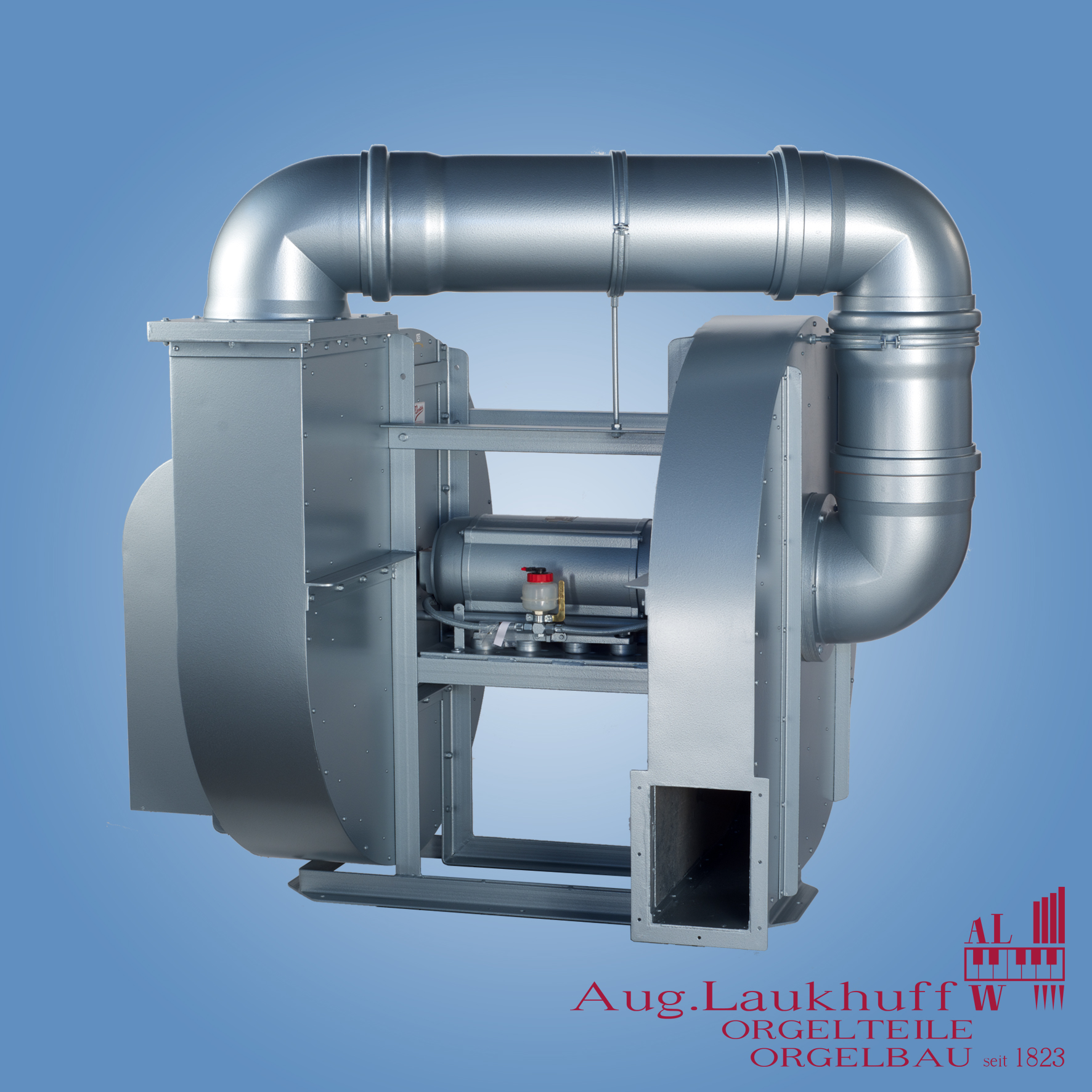
Zwillingsgebläse – seltener Typ eines Ventus

Die Aug. Laukhuff GmbH & Co. KG mit Sitz in Weikersheim war der weltweit größte Lieferant für Orgelteile.

## Geschichte
Der Unternehmensgründer Martin Andreas Laukhuff erhielt seine Ausbildung zum Orgelbauer bei Johann Eberhard Walcker, arbeitete dann mit dessen Sohn Eberhard Friedrich Walcker zusammen und gründete schließlich 1823 seine eigene Orgelbau-Werkstatt. Seine drei Söhne August, Andreas und Adolf Laukhuff führten das Geschäft weiter, wobei August die Spezialisierung auf Orgelteile, Andreas die kaufmännische und Adolf die künstlerische Seite zuzuordnen ist. Im 19. Jahrhundert gelang es, internationale Geschäftsverbindungen zu knüpfen. Andreas Laukhuff katalogisierte und standardisierte alle notwendigen Teile einer Orgel, woraufhin ihm der Titel des Kommerzienrats verliehen wurde.
Otto und Wilhelm Laukhuff, Söhne des Andreas Laukhuff, bewältigten den Wiederaufbau des 1945 zerstörten Unternehmens. Die Söhne von Otto und Wilhelm Laukhuff, Hans-Erich († 2012) und Peter, führten das Unternehmen bis 2011.
2012–2017 übernahm Magnus Windelen die Geschäftsführung der Aug. Laukhuff GmbH & Co. KG. Ab Oktober 2017 führen die Neffen von Hans-Erich und Peter Laukhuff, Tobias Schröter und Alexander Laukhuff, das Familienunternehmen.
Im April 2014 beantragte die Aug. Laukhuff GmbH & Co. KG beim Amtsgericht Crailsheim Insolvenz in Eigenverwaltung. Das Unternehmen konnte saniert werden und wurde am 20. November 2014 aus dem Insolvenzverfahren entlassen. 2017 übernahm die Firma die Piano- und Flügelklaviaturenherstellung des Unternehmens Otto Heuss.
Im Frühjahr 2021 stellte sich das Unternehmen einem Schutzschirmverfahren; ein Investor wurde erfolglos gesucht. Infolgedessen wurde die Geschäftstätigkeit per 30. Juni 2021 eingestellt.

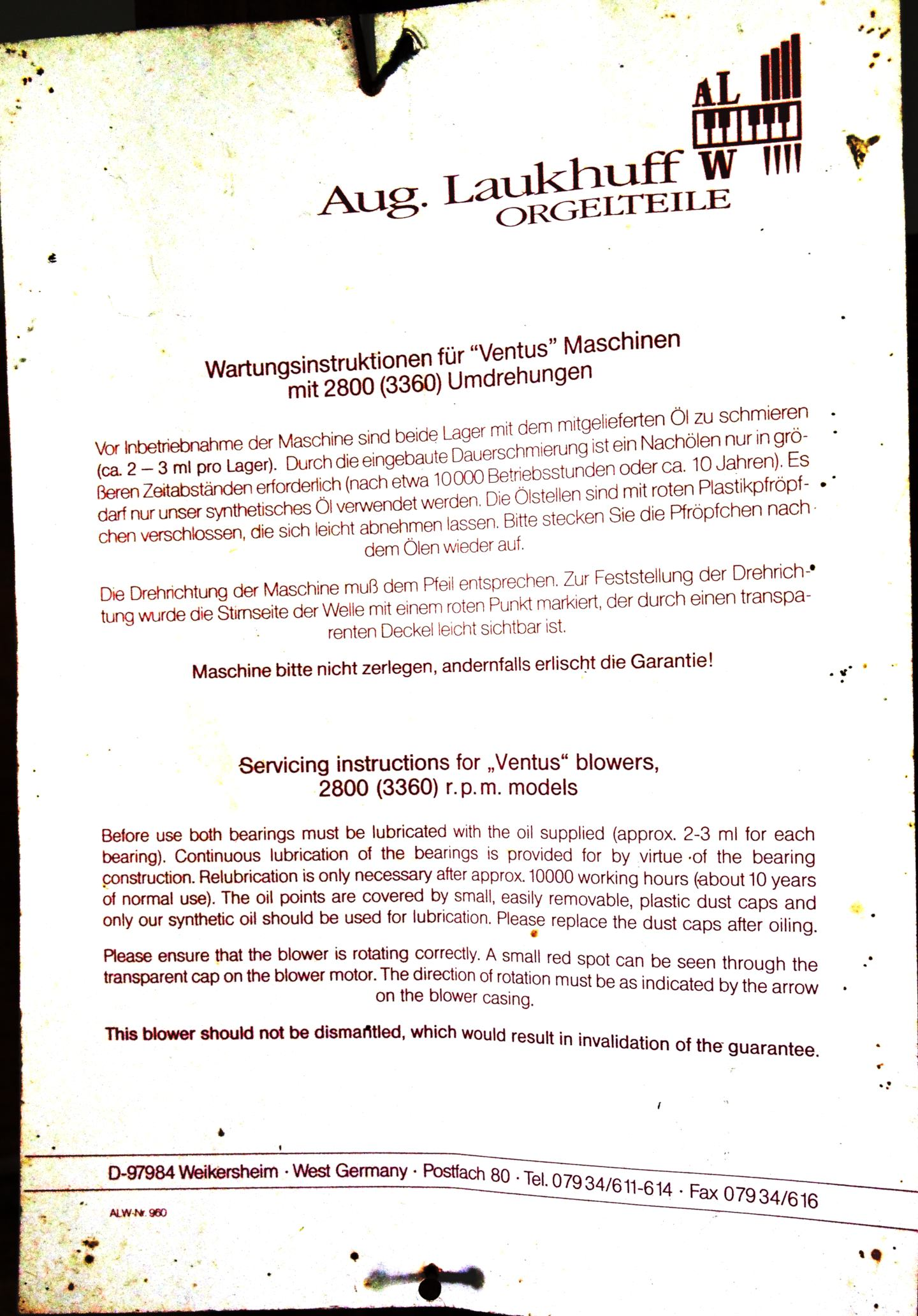
Wartungsinstruktionen für das Ventus-Gebläse in St. Nicolai (Steckby)

## Besonderes
Im Orgelsaal von Aug. Laukhuff stand eine der wenigen verbliebenen Kinoorgeln. Es handelt sich hierbei um eine 1947 gebaute Möller-Orgel mit 11 Pfeifenreihen und 62 daraus gewonnenen Registern, die aus Johannesburg zurückgekauft und 1980 wiederaufgebaut wurde. Aufgrund der Insolvenz der Firma wurde die Orgel im Mai 2022 zum Verkauf angeboten.